# Église Saint-Jean de Rayssac
L'église Saint-Jean de Rayssac est une église catholique situé à Albi, en France.

## Localisation
L'église est située dans le département français du Tarn, sur la commune d'Albi.

## Historique
L'édifice est construit entre 1968 et 1971 sur les plans des architectes J.Henry Avizou et Philippe Dubois.
L'église est inscrite au titre des monuments historiques le 7 juillet 2005.